# Фунакі Какеру
Фунакі Какеру (яп. 舩木 翔; нар. 13 квітня 1998) — японський футболіст, що грав на позиції захисника.

## Клубна кар'єра
У дорослому футболі дебютував 2016 року виступами за команду клубу «Сересо Осака».

## Кар'єра в збірній
З 2017 року залучався до складу молодіжної збірної Японії, з якою брав участь у молодіжних чемпіонатах світу 2017.

## Титули і досягнення
- Переможець Юнацького (U-19) кубка Азії: 2016